# Список філософій

Філософські школи і філософські теорії.

## А
Абсолютний ідеалізм  • 
Абсурдизм  • 
Аверроїзм  • 
Авіценізм  • 
Авторитаризм  • 
Агентний реалізм  • 
Агностицизм  • 
Агностичний теїзм • 
Адвайта-веданта  • 
Аксіологія  • 
Актуальний ідеалізм  • 
Актуалізм  • 
Американська філософія  • 
Аналітична філософія  • 
Анархізм  • 
Анархія  • 
Анімізм  • 
Аномальний монізм  • 
Антинаталізм  • 
Антиномізм  • 
Антипсихіатрія  • 
Антиреалізм  • 
Антиредукціонізм  • 
Антична філософія  • 
Антропоцентризм  • 
Арістотелізм  • 
Аскетизм  • 
Атеїзм  • 
Африканська філософія  • 
Афроцентризм  • 
Археології, філософія 

## Б
Баєсіанізм  • 
Баптизм  • 
Біоконсерватизм  • 
Біології, філософія  • 
Біософія  • 
Біотеологія  • 
Біхевіоризм  • 
Буддійська філософія

## В
Веданта  • 
Верифікації, принцип • 
Випадку, філософія  • 
Віденський гурток  • 
Відкритий індивідуалізм  • 
Війни, філософія  • 
Віталізм  • 
Власності, дуалізм  • 
Волюнтаризм

## Г
Гегельянізм  • 
Гедонізм  • 
Генотеїзм  • 
Геофілософія  • 
Герметизм  • 
Гетерофеноменологія  • 
Гілозоїзм  • 
Гностицизм  • 
Грецька філософія  • 
Гуманізм  • 
Гуманізм епохи Відродження

## Д
Данська філософія  • 
Даосизм  • 
Двайта  • 
Деїзм  • 
Деконструкція  • 
Деніалізм  • 
Деонтологія  • 
Детермінізм  • 
Джайнізм  • 
Джингоїзм  • 
Дзен  • 
Дидактизм  • 
Дизайну, філософія  • 
Дискордіанізм  • 
Дискримінація за ознакою сексуальної орієнтації і гендерної ідентичності  • 
Діалектика  • 
Діалектика природи  • 
Діалектичний матеріалізм  • 
Діалогу, філософія  • 
Дії, філософія  • 
Дуалізм розум-тіло  • 
Дуалістичні міфи  • 
Духовна філософія

## Е
Евдемонізм  • 
Егалітаризм  • 
Егоїзм  • 
Егоцентризм  • 
Езотерика  • 
Екзистенціалізм  • 
Економіки, філософія  • 
Екоцентризм  • 
Екстерналізм  • 
Екуменізм  • 
Емотивізм  • 
Емпіризм  • 
Елімінативний матеріалізм  • 
Епікурейство  • 
Епістемологія  • 
Епіфеноменалізм  • 
Есенціалізм  • 
Естетика  • 
Етерналізм  • 
Етика  • 
Естетичний реалізм  • 
Ефеська школа

## Є
Єврейська філософія

## З
Заміни, філософія  • 
Західна філософія  • 
Здорового глузду, філософія  • 
Зороастризм  • 
Зурванізм

## І
Ігностицизм  • 
Ідеалізм  • 
Ідеологічна критика  • 
Іллегалізм  • 
Індивідуалізм  • 
Індійська логіка  • 
Індійська філософія  • 
Індонезійська філософія  • 
Індукція /
Індукціонізм  • 
Індуська філософія  • 
Інженерії, філософія  • 
Іннатизм  • 
Інструменталізм  • 
Інструментальна і ціннісна раціональність  • 
Інтегральний традиціоналізм  • 
Інтеракціонізм (філософія свідомості)  • 
Інтерналізм і екстерналізм  • 
Інтуїціонізм  • 
Інформації, філософія  • 
Іонійська школа  • 
Ірреалізм  • 
Ісламська етика  • 
Ісламська філософія  • 
Історизм  • 
Історичний матеріалізм  • 
Історії, філософія  • 
Ішракізм

## К
Кабала  • 
Кантіанство  • 
Капіталізм  • 
Картезіанство  • 
Категоричний імператив  • 
Квантовий містицизм  • 
Квієтизм  • 
Китайська філософія  • 
Китайський натуралізм  • 
Кіберфемінізм  • 
Кініцизм  • 
Когнітивізм  • 
Кольору, філософія  • 
Компатибілізм та Інкомпатибілізм  • 
Комунізм  • 
Комунітаризм  • 
Конструктивізм  • 
Континентальна філософія  • 
Консеквенціалізм  • 
Консерватизм  • 
Концептуалізм  • 
Конфуціанство  • 
Корейська філософія  • 
Космополітизм  • 
Критична теорія  • 
Критичний раціоналізм  • 
Критичний реалізм  • 
Ксенофемінізм  • 
Культури, філософія

## Л
Ленінізм  • 
Лібералізм  • 
Лібертаріанство  • 
Лібертаріанство (метафізика)  • 
Лінгвістики, філософія  • 
Логіка / Неформальна логіка  • 
Логіка в Китаї  • 
Логіки, філософія
Логічний атомізм  • 
Логіцизм  • 
Логічний позитивізм  • 
Луддизм  • 
Любові, філософія

## М
Максима (філософія)  • 
Маніхейство  • 
Маоїзм  • 
Марксизм  • 
Марності, філософія   • 
Математизм  • 
Математики, філософія  • 
Математичної освіти, філософія  • 
Матеріалізм  • 
Махаяна  • 
Медієвіалізм  • 
Медична етика  • 
Мереологічний нігілізм  • 
Меризм  • 
Метаетика  • 
Метафізика  • 
Метафілософія  • 
Мистецтва, філософія  • 
Міманса  • 
Містицизм  • 
Модернізм  • 
Мови, філософія  • 
Моїзм  • 
Монізм  • 
Моральний абсолютизм  • 
Моральний реалізм  • 
Моральний релятивізм  • 
Моральний скептицизм  • 
Музики, філософія

## Н
Наївний реалізм  • 
Натуралізм  • 
Нацизм  • 
Науки, філософія   • 
Негативний утилітаризм  • 
Недуалізм  • 
Нейроетика  • 
Нейрофілософія  • 
Нейтральний монізм  • 
Некогнітивізм
Неокантіанство  • 
Неоконсерватизм  • 
Неоконфуціанство  • 
Неолібералізм  • 
Неолуддизм  • 
Неопіфагореїзм  • 
Неоплатонізм  • 
Неореалізм  • 
Неосхоластика  • 
Нетеїзм  • 
Нефілософія  • 
Неформальна логіка  • 
Нігілізм  • 
Німецька класична філософія  • 
Німецька філософія  • 
Нове мислення  • 
Номіналізм  • 
Нью-ейдж  • 
Ньяя

## О
Об'єктивізм  • 
Об'єктивний ідеалізм  • 
Оказіоналізм  • 
Онтологія  • 
Онтотеологія  • 
Органіцизм  • 
Освіти, філософія  • 
Охорони здоров'я, філософія • 
Об'єднання, філософія

## П
Пакистанська філософія  • 
Пандеїзм  • 
Панкритичний раціоналізм  • 
Панпсихізм  • 
Пантеїзм  • 
Патафізика  • 
Перипатетики  • 
Персоналізм  • 
Перспективізм  • 
Перська філософія  • 
Перфекціонізм  • 
Песимізм • 
Підтверджувальний холізм  • 
Пірронізм  • 
Піфагореїзм  • 
Платонізм  • 
Позитивізм  • 
Плюралізм  • 
Політична філософія  • 
Популізм  • 
Постааналітична філософія  • 
Постгуманізм  • 
Постматеріалізм  • 
Постмодерністська філософія  • 
Постпозитивізм  • 
Постструктуралізм  • 
Права, філософія  • 
Прагматизм  • 
Практичний розум  • 
Презентизм  • 
Прикладна етика  • 
Природи, філософія  • 
Пробабілізм  • 
Прогресивізм  • 
Простору і часу, філософія  • 
Процесу, філософія  • 
Псевдофілософія  • 
Психіатрії, філософія  • 
Психології, філософія  • 
Психологічний егоїзм

## Р
Раелізм  • 
Растафаріанство  • 
Раціоналізм  • 
Реалізм  • 
Редуктивний матеріалізм  • 
Редукціонізм  • 
Реконструктивізм  • 
Реліабілізм  • 
Релігійна філософія  • 
Релігії, філософія  • 
Релігійний гуманізм  • 
Релігійної мови, проблема  • 
Релятивізм  • 
Реляціоналізм  • 
Реформаційна філософія  • 
Розум-тіло, дуалізм  • 
Романтизм  • 
Російський космізм  • 
Російська філософія  • 
Румунська філософія  • 
Руху, філософія

## С
Савеліанство  • 
Самкх'я  • 
Сатанізм  • 
Сатанізм Ла-Вея  • 
Свідомості, філософія  • 
Світський гуманізм  • 
Свобода волі  • 
Сексизм  • 
Сексу, філософія  • 
Секуляризм  • 
Семантичний холізм  • 
Сенсуалізм  • 
Середньовіччя, філософія  • 
Сикхізм  • 
Сингулярітаризм  • 
Синоптична філософія  • 
Системна філософія  • 
Скептицизм  • 
Скептичний теїзм  • 
Скотизм  • 
Соліпсизм  • 
Софісти  • 
Соціалізм  • 
Соціальна філософія  • 
Соціальних наук, філософія  • 
Спіритуалізм  • 
Спорту, філософія  • 
Справедлива війна  • 
Сприйняття, філософія  • 
Статистики, філософія  • 
Стоїцизм  • 
Структуралізм  • 
Суб'єктивний ідеалізм  • 
Суб'єктивізм  • 
Суфійська метафізика  • 
Сучасна ісламська філософія   • 
Схоластика  • 
Сцієнтизм

## Т
Теїзм  • 
Теїстичний фінітизм  • 
Телема  • 
Телеологія  • 
Теологія  • 
Теоретична філософія  • 
Теософія  • 
Томізм  • 
Традиціоналізм  • 
Трансгуманізм  • 
Трансмодернізм  • 
Трансценденталізм  • 
Трансцендентна теософія  • 
Трансцендентальний ідеалізм  • 
Тхеравада

## У
Убунту  • 
У-вей  • 
Універсалізм  • 
Утилітаризм  • 
Утилітарна біоетика

## Ф
Фалібілізм  • 
Фаталізм  • 
Фашизм  • 
Фа цзя  • 
Федон (Платон) (місологія)  • 
Феміністична філософія  • 
Феноменалізм  • 
Феноменологія  • 
Фізикалізм  • 
Фізики, філософія  • 
Філософська антропологія  • 
Філософський скептицизм  • 
Фундаменталізм  • 
Фундаціоналізм

## Х
Харчування, філософія  • 
Холізм  • 
Хонгаку • 
Християнський гуманізм  • 
Християнський екзистенціалізм • 
Християнська філософія

## Ц
Ціннісний плюралізм  • 
Цінностей, теорія  • 
Цифрова фізика  • 

## Ч
Чарвака  • 
Чесноти, етика
Чеська філософія  • 
Чучхе  • 

## Ш
Шаманізм  • 
Школа імен  • 
Штучного інтелекту, філософія  • 
Шуньята

## Ю
Юдео-ісламська філософія (800–1400)  • 

## Я
Язичництво  • 
Японська філософія  • 
Я (філософія)